# Goodyear Tire and Rubber Company
Goodyear Tire and Rubber Company, adesea numită doar Goodyear, este o companie americană producătoare de pneuri, iar mai apoi doar de anvelope, pentru vehicule fondată în 1898 de Frank Seiberling. Astăzi este cel de-al treilea producător de pneuri din lume după Michelin și Bridgestone / Firestone. Goodyear produce pneuri pentru autovehicule, avioane, mașini industriale și mașini grele. Suplimentar, mai produce diferite tipuri de furtunuri și tuburi elastice, tălpi de pantofi și diferite piese pentru aparate și instrumente electrice care necesită un material de tipul cauciucului. 
Deși compania nu este conectată într-un fel sau altul de Charles Goodyear, inventatorul cauciucului vulcanizat în 1839, a fost numită în onoarea sa. 
Compania Goodyear este binecunoscută în lume datorită "flotei" sale de dirijabile moi (Goodyear Blimps), sau dirijabile ne-rigide (lipsite de o structură aidoma dirijabilelor Zeppelin), numite în engleză blimps. Pentru o bună perioadă de timp a menținut o "companie fiică" dedicată problemelor aerospațiale, numită inițial Goodyear Aircraft Company și apoi redenumită, după ce de-al doilea război mondial, Goodyear Aerospace Corporation. Aceasta a fost vândută în 1987 companiei Loral Corp.. 

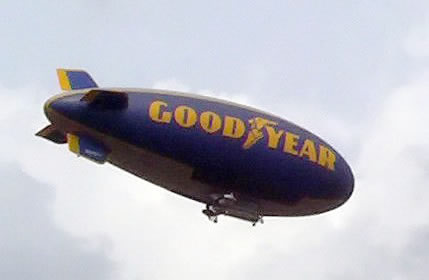
Goodyear blimp

Ultima restructurare majoră a companiei a avut loc în 1991. Compania l-a angajat pe Stanley Gault, fostul CFO al companiei Rubbermaid Inc., să extindă zona de penetrare a companiei în alte piețe. Rezultatul imediat cel mai vizibil a fost concedierea a 12.000 de angajați.